# Watton (Norfolk)
Watton – miasto w Anglii, w hrabstwie Norfolk, w dystrykcie Breckland. Leży 33 km na zachód od Norwich i 135 km na północny wschód od Londynu. W 2001 miasto liczyło 6819 mieszkańców.